# Paludinella minima
Paludinella minima é uma espécie de gastrópode  da família Hydrobiidae.
É endémica de Japão.